# Friedrich Seeberg

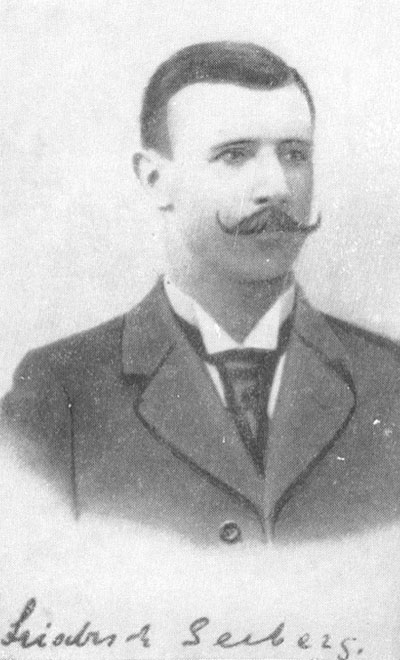
Friedrich Seeberg

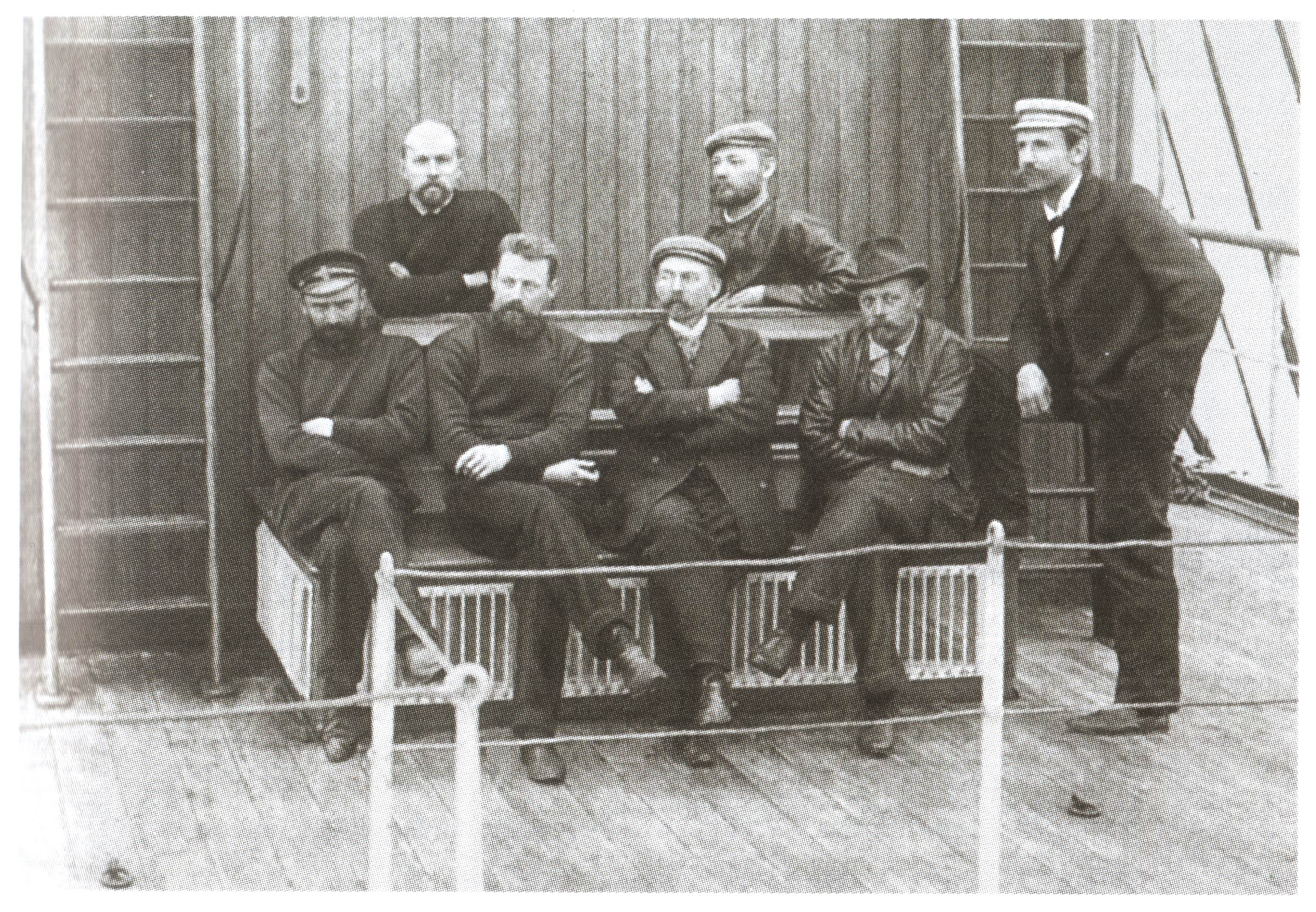
Teilnehmer der Sarja-Expedition 1900–1902, Friedrich Seeberg rechts stehend, sitzend Koltschak (links), Toll (3. von links)

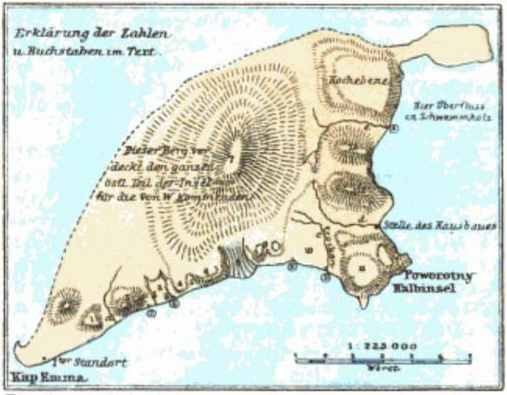
Friedrich Seebergs Karte der Bennett-Insel (1902)

Friedrich Seeberg (russisch Фридрих Георгиевич Зееберг; * 27. Septemberjul. / 9. Oktober 1872greg. in Sankt Petersburg; † 1902 in der Ostsibirischen See) war ein russischer Astronom und Polarforscher deutschbaltischer Abstammung.

## Leben
Friedrich Seeberg war der Sohn des Pastors Georg Theodor Seeberg und dessen Ehefrau Caroline, geborene Elverfeldt. Er besuchte 1881/82 die St.-Annen-Schule in Sankt Petersburg und ab 1882, nachdem sein Vater Pastor im Kurländischen Doblen geworden war, die dortige Bergmann-Schultzesche Privatschule. Von 1886 bis 1889 war er Schüler am Gymnasium in Mitau. Anschließend arbeitete er als Privatlehrer in Lesten. Nach einer Italienreise leistete er 1891/92 seinen Militärdienst bei den Sappeuren in Wilna ab. Anschließend studierte er bis 1897 Mathematik und Astronomie an der Kaiserlichen Universität Dorpat. Er war kurzzeitig Hauslehrer beim Gouverneur von Wologda, wurde aber noch 1897 Oberlehrer für Mathematik und Physik an der Reformierten Schule in Sankt Petersburg.
Im Jahr 1900 schloss er sich als Astronom und Meteorologe der russischen Arktisexpedition mit dem Schoner Sarja an, die unter der Leitung von Eduard von Toll stand. Ziel der Expedition war die Suche nach Sannikow-Land. Nach zwei Überwinterungen auf der Taimyrhalbinsel und an der Westküste der Insel Kotelny erforschten Toll und Seeberg im Sommer 1902 die Bennett-Insel. Im November 1902 verschwanden sie südlich der Bennett-Insel spurlos. Eine von Alexander Koltschak geleitete Rettungsexpedition fand zwar die Tagebücher, Seebergs Karte der Bennett-Insel und die wissenschaftlichen Sammlungen der Sarja-Expedition, Toll, Seeberg und ihre Jäger, der Ewenke Nikolai Djakonow und der Jakute Wassili Gorochow, blieben jedoch verschollen.

## Ehrungen
Nach Friedrich Seeberg sind mehrere geographische Objekte benannt:
- eine Bucht der Taimyrhalbinsel sowie der Fluss, der in sie mündet, und ein naher Berg,
- ein Plateau und ein Fluss im zentralen Teil Kotelnys,
- ein Gletscher auf der Bennett-Insel.[2]

In Mitau wird mit einem Denkmal an ihn erinnert.